# Stade El Bayu
Le Stade El Bayu (en espagnol : Estadio El Bayu) est un stade de football espagnol situé dans la ville de Pola de Siero, dans les Asturies.
Le stade, doté de 5 000 places et inauguré en 2006, sert d'enceinte à domicile pour les équipes de football du Club Siero, du Club Deportivo Romanón et de l'Atlético de Siero.

## Histoire
Construit pour remplacer l'ancien Stade Luis Miranda (en espagnol : Estadio Luis Miranda), détruit pour construire l'Autoroute A-64, le stade El Bayu ouvre ses portes en 2006. Il est inauguré le 31 octobre 2006 lors d'une rencontre amicale entre l'équipe d'Espagne féminine et une sélection masculine de joueurs espagnols.
Le stade sert pour toutes les équipes de la commune.

## Galerie

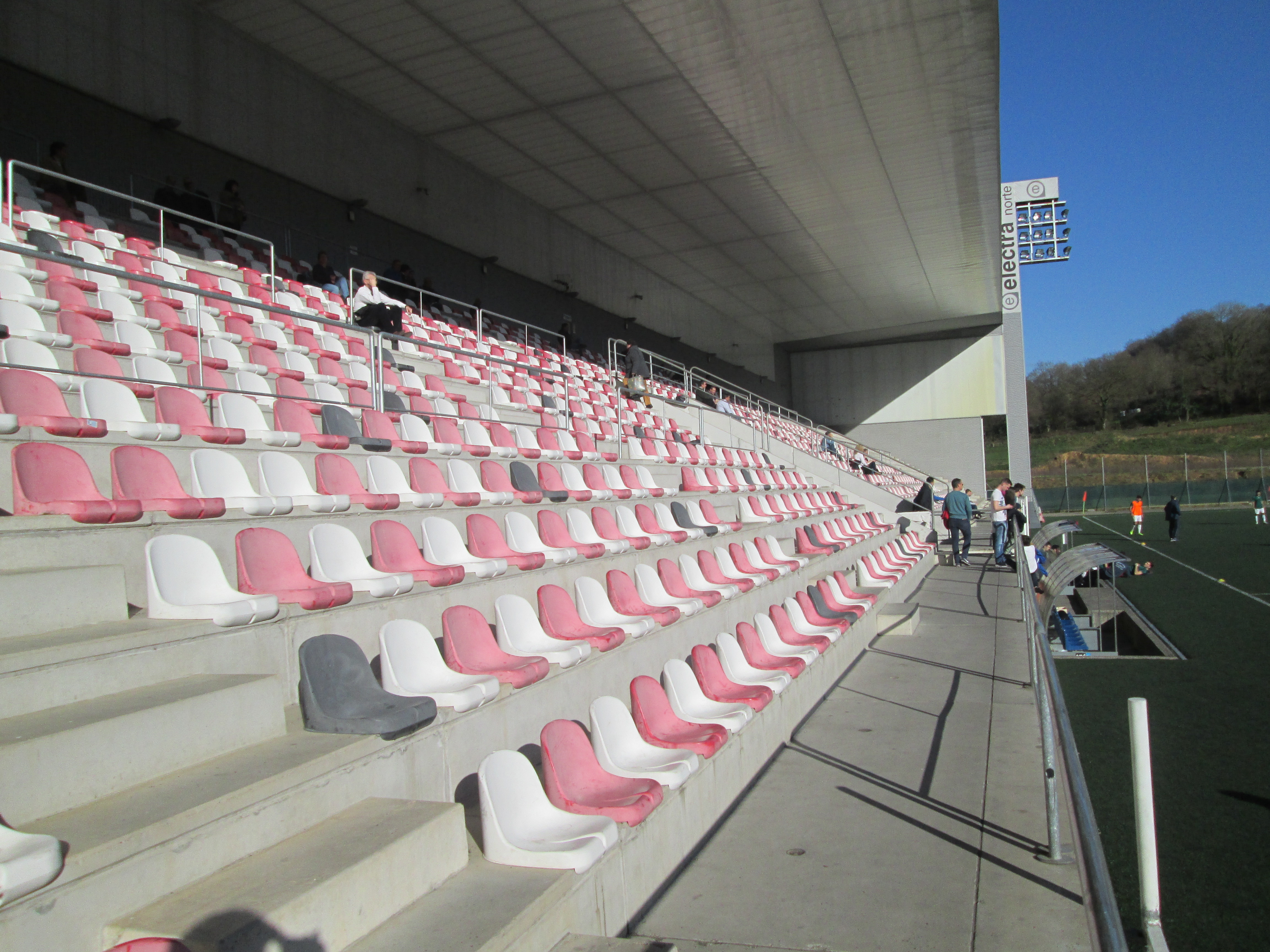
Vue de la tribune